# Gerhard Ernst von Hamm
Gerhard Ernst von Hamm (auch Gerhard Ernst Hamm; * 6. August 1692 in Deisternau oder Deusternau (Grafschaft Sayn-Hachenburg); † 1. September 1776 in Köln) war ein deutscher Rechtswissenschaftler und Hochschullehrer.

## Leben
Hamm war Sohn des Rittergutbesitzers Wilhelm von Hamm. Er besuchte die Schulen der Jesuiten in Bonn, Köln und Düren. Dort hörte er die Humaniora und Philosophie. Als Magister der Freien Künste und Philosophie nahm er an der Universität Köln das Studium der Rechtswissenschaft auf. 1721 wurde er zum Lic. iur. graduiert, 1722 begann er als Privatdozent öffentlichen Vorlesungen über die Institutionen und das Staatsrecht und 1723 über die Pandekten abzuhalten. 1733 wurde er von der Kölner Fakultät zum Doktor der Rechte promoviert. Zudem erweiterte er seine Lehrtätigkeit neben dem Bürgerlichen und dem Staatsrecht auf das Völkerrecht.
Hamm wurde 1734 dem Kölner Syndikus Ernst von der Ketten unter Beibehaltung seiner Lehre, als Gehilfe zur Seite gestellt. 1739 wurde ihm eine ordentliche Professur an der Juristischen Fakultät übertragen und 1740 zudem die Position eines Fiskalrichters. Im Jahr 1742/1743 erhielt er in Nachfolge von Ernst von der Ketten die Stelle als Stadtsyndikus der Stadt Köln. In diesem Zug gab er die Professur für bürgerliches Recht auf, behielt aber die Professur für Staatsrecht bei. 1755 stieg er zum Professor Primarius seiner Fakultät auf.

## Werke (Auswahl)
- Jurisprudentia Romano-Germanica In Juris Scientiae Conclusiones Resuluta, Hilden, Köln 1732.
- Systema Juris gentium, ecclesiastici, civilis et militaris, Köln 1741.
- Respublica Ubio-Agrippinensis Ab Urbe Condita, Schauberg, Köln 1747.
- Burggraviatus Ubio-Agrippinensis ab urbe condita, Schauberg, Köln 1750.
- Concordia Ubio-Agrippinensis Ex Anno MCCCCXLVIII, Svchauberg, Köln 1751.
- Compendium Institutionum D. Justiniani Imperatoris Ad Juris Practici Principia Reductarum, Sive Cum Iure Germanico Et Patrio Collatarum, Schauberg, Köln 1765.
- Synchronographia Scriptorum Ubio-Agrippinensium: Ab Urbe Condita, Schauberg Köln 1766.
- Moneta Ubio-Agrippinensis Ab Urbe Condita, Rommerskirchen, Köln 1770.